# Leucadendron argenteum
Leucadendron argenteum is een soort uit de familie Proteaceae. Het is een rechtopstaande boom die een groeihoogte kan bereiken van 7 tot 10 meter. De boom heeft een stevige stam met een dikke, grijze bast. Aan de takken groeien lancetvormige bladeren met een zilvergrijze kleur. De bladeren zijn aan beide zijden bedekt met duizenden kleine, zachte, zilverachtige haartjes en omzoomd met lange, witte haren.
De soort komt voor in het zuidwesten van de Zuid-Afrikaanse Kaapprovincie. Hij groeit daar op koele, oostelijke en zuidelijke hellingen, op van graniet afgeleide kleigronden, op hoogtes van 100 tot 150 meter.